# Lize Kop
Lize Kop (Wormer, 17 marzo 1998) è una calciatrice olandese, portiere del Tottenham e della nazionale olandese.

## Carriera

### Club
Ha fatto parte del CTO Amsterdam Talent Team, squadra del KNVB Jeugd Plan Nederland, programma che offre ai giocatori di talento l'opportunità di godere di una struttura pensata per allenare le giocatrici secondo gli standard richiesti dal calcio femminile internazionale. Durante questa esperienza venne aggregata all'Ajax, insieme a Paulina Quaye.
Nel 2018 ha esordito da titolare contro l'ADO Den Haag, nei quarti di finale della KNVB beker vrouwen, la Coppa dei Paesi Bassi riservata alle formazioni femminili. Al termine di quella stagione ha esteso il proprio contratto per altri due anni, fino al 2020.
Il 16 agosto 2023 Kop è stata ingaggiata a titolo definitivo dal Leicester City, nella Women's Super League inglese, con cui ha firmato un contratto triennale.

### Nazionale
Il 22 ottobre 2014, nella partita tra Paesi Bassi e Israele (3-0) durante le qualificazioni all'Europeo under 17, compie il suo esordio europeo con la maglia della nazionale under 17.
Nel dicembre del 2016 Kop viene convocata per la prima volta in nazionale maggiore, per cui debutta il 4 marzo 2019 in una partita contro la Polonia in Algarve Cup.

## Statistiche

### Cronologia presenze e reti in nazionale
| Cronologia completa delle presenze e delle reti in nazionale ― Paesi Bassi | Cronologia completa delle presenze e delle reti in nazionale ― Paesi Bassi | Cronologia completa delle presenze e delle reti in nazionale ― Paesi Bassi | Cronologia completa delle presenze e delle reti in nazionale ― Paesi Bassi | Cronologia completa delle presenze e delle reti in nazionale ― Paesi Bassi | Cronologia completa delle presenze e delle reti in nazionale ― Paesi Bassi | Cronologia completa delle presenze e delle reti in nazionale ― Paesi Bassi | Cronologia completa delle presenze e delle reti in nazionale ― Paesi Bassi |
| Data                                                                       | Città                                                                      | In casa                                                                    | Risultato                                                                  | Ospiti                                                                     | Competizione                                                               | Reti                                                                       | Note                                                                       |
| -------------------------------------------------------------------------- | -------------------------------------------------------------------------- | -------------------------------------------------------------------------- | -------------------------------------------------------------------------- | -------------------------------------------------------------------------- | -------------------------------------------------------------------------- | -------------------------------------------------------------------------- | -------------------------------------------------------------------------- |
| 4-3-2019                                                                   | Parchal                                                                    | Paesi Bassi                                                                | 0 – 1                                                                      | Polonia                                                                    | Algarve Cup 2019 - Prima fase                                              | -1                                                                         |                                                                            |
| 7-3-2020                                                                   | Groninga                                                                   | Canada                                                                     | 0 – 0                                                                      | Paesi Bassi                                                                | Torneo di Francia                                                          | -                                                                          | 49’                                                                        |
| 23-10-2020                                                                 | Groninga                                                                   | Paesi Bassi                                                                | 7 – 0                                                                      | Estonia                                                                    | Qual. Euro 2022                                                            | -                                                                          |                                                                            |
| 27-10-2020                                                                 | Pristina                                                                   | Kosovo                                                                     | 0 – 6                                                                      | Kosovo                                                                     | Qual. Euro 2022                                                            | -                                                                          |                                                                            |
| 1-12-2020                                                                  | Breda                                                                      | Paesi Bassi                                                                | 6 – 0                                                                      | Kosovo                                                                     | Qual. Euro 2022                                                            | -                                                                          |                                                                            |
| 24-2-2021                                                                  | Venlo                                                                      | Paesi Bassi                                                                | 2 – 1                                                                      | Germania                                                                   | Amichevole                                                                 | -1                                                                         |                                                                            |
| 11-11-2022                                                                 | Utrecht                                                                    | Paesi Bassi                                                                | 4 – 0                                                                      | Costa Rica                                                                 | Amichevole                                                                 | -                                                                          |                                                                            |
| 5-4-2024                                                                   | Cosenza                                                                    | Italia                                                                     | 2 – 0                                                                      | Paesi Bassi                                                                | Qual. Euro 2025                                                            | -2                                                                         |                                                                            |
| 9-4-2024                                                                   | Breda                                                                      | Paesi Bassi                                                                | 1 – 0                                                                      | Norvegia                                                                   | Qual. Euro 2025                                                            | -                                                                          |                                                                            |
| 12-7-2024                                                                  | Sittard                                                                    | Paesi Bassi                                                                | 0 – 0                                                                      | Italia                                                                     | Qual. Euro 2025                                                            | -                                                                          |                                                                            |
| 16-7-2024                                                                  | Bergen                                                                     | Norvegia                                                                   | 1 – 1                                                                      | Paesi Bassi                                                                | Qual. Euro 2025                                                            | -1                                                                         |                                                                            |
| 25-10-2024                                                                 | Doetinchem                                                                 | Paesi Bassi                                                                | 15 – 0                                                                     | India                                                                      | Amichevole                                                                 | -                                                                          |                                                                            |
| 29-11-2024                                                                 | Doetinchem                                                                 | Paesi Bassi                                                                | 4 – 1                                                                      | Cile                                                                       | Amichevole                                                                 | -1                                                                         |                                                                            |
| Totale                                                                     |                                                                            | Presenze                                                                   | 13                                                                         |                                                                            | Reti                                                                       | -6                                                                         |                                                                            |

## Palmarès

### Club
- Campionato olandese: 3

Ajax: 2016-2017, 2017-2018, 2022-2023
- Coppa dei Paesi Bassi: 4

Ajax: 2016-2017, 2017-2018, 2018-2019, 2021-2022

### Nazionale
- Algarve Cup: 1

2018 (a pari merito con la Svezia)